# Thyasira triseriata
Thyasira triseriata är en musselart. Thyasira triseriata ingår i släktet Thyasira och familjen Thyasiridae. Inga underarter finns listade i Catalogue of Life.